# Veliki Botinovac
Veliki Botinovac falu Horvátországban Kapronca-Kőrös megyében. Közigazgatásilag Sokolovachoz tartozik.

## Fekvése
Kaproncától 14 km-re délnyugatra, községközpontjától 5 km-re északnyugatra a Kemléki-hegység keleti lejtőin fekszik.

## Története
A falunak 1857-ben 165, 1910-ben 288 lakosa volt. Trianonig Belovár-Kőrös vármegye Kaproncai járásához tartozott. 2001-ben a falunak 97 lakosa volt.

## Külső hivatkozások
Sokolovac község hivatalos oldala